# Denis François Delemme
Denis François Delemme, né le 22 septembre 1783 à Glain, dans la principauté de Liège (Saint-Empire romain germanique) et décédé à Liège, en Belgique, le 25 août 1874, était un militaire liégeois, français puis belge ayant participé aux guerres napoléoniennes ainsi qu'à la Révolution belge et à la guerre belgo-néerlandaise qui la suivit.  
Il fut l'un des principaux acteurs de la participation liégeoise à la Révolution belge de 1830.

## Biographie

### Carrière militaire française
Incorporé comme conscrit dans les armées du Premier Empire de Napoléon Bonaparte, il se signale lors de la deuxième bataille de Saint-Dizier en mars 1814, pour laquelle il reçoit le titre de chevalier de l'ordre national de la Légion d'honneur. On le retrouve ensuite sur le champ de la bataille de Waterloo le 18 juin 1815, qui lui vaudra de devenir l'un des légataires de Napoléon.
Après la chute du Premier Empire, Delemme reste fidèle à l'armée française et intègre l'un des régiments français de chasseurs à cheval, bien que son pays d'origine soit devenu le royaume uni des Pays-Bas.

### Carrière militaire belge
Lorsqu'éclate la Révolution belge an août 1830, Delemme fait partie des insurgés liégeois qui prennent part au mouvement révolutionnaire. Il brandit à ce titre le drapeau liégeois à travers la ville dès le 28 août. Le 26 septembre il arbore à la balustrade de la grande fontaine de la place du Marché un drapeau liégeois aux couleurs horizontales avec les inscriptions « Liberté » et « Ordre public » (en référence à la garde urbaine de Liège), au centre, entourant une représentation du perron de Liège. Ce drapeau existe toujours et est conservé l'Institut archéologique liégeois auquel il a été donné par Charles Duvivier de Streel
Avec le déclenchement de la guerre belgo-néerlandaise, il est incorporé au 11e régiment de ligne après la prise de la Citadelle de Liège où il est nommé au grade de Lieutenant. Il participe entre autres au Siège de Venlo (1830) (nl) les 10 et 11 novembre sous les ordres de Nicolas Daine pendant la guerre belgo-néerlandaise.

## Distinctions
- Chevalier de la Légion d'honneur : 1821
- Croix de fer : le 20 avril 1835
- Médaille de Sainte-Hélène : 1858